# Elezioni parlamentari in Giappone del 1952
Le elezioni parlamentari in Giappone del 1952 si tennero il 1º ottobre per il rinnovo della Camera dei rappresentanti. In seguito all'esito elettorale, Shigeru Yoshida, esponente del Partito Liberale, fu confermato Primo ministro.

## Risultati
| Liste                                | Voti       | %     | Seggi |
| ------------------------------------ | ---------- | ----- | ----- |
| Partito Liberale                     | 16 938 221 | 47,93 | 240   |
| Kaishintō                            | 6 429 450  | 18,19 | 85    |
| Partito della Destra Socialista      | 4 108 274  | 11,63 | 57    |
| Partito della Sinistra Socialista    | 3 398 597  | 9,62  | 54    |
| Partito Comunista Giapponese         | 896 765    | 2,54  | –     |
| Partito degli Operai e dei Contadini | 261 190    | 0,74  | 4     |
| Altri                                | 949 036    | 2,69  | 7     |
| Indipendenti                         | 2 355 172  | 6,66  | 19    |
| Totale                               | 35 336 705 | 100   | 466   |